# Барак Обама
Бара́к Хусе́йн Оба́ма (англ. Barack Hussein Obama; нар. 4 серпня 1961, Гонолулу, Гаваї, США) — американський політик, 44-й президент США, колишній сенатор від штату Іллінойс у конгресі США.
Вперше обраний до сенату штату Іллінойс у 1996 році. Після невдалої спроби обратися в Палату Представників США в 2000 році, у листопаді 2004 року Барак Обама з великим відривом випередив політичних супротивників на виборах до Конгресу Сполучених Штатів Америки і став сенатором Конгресу. В Демократичній партії отримав номінацію на посаду президента і 23 серпня 2008 року оголосив про вибір кандидатури Джо Байдена на посаду віцепрезидента. За результатами виборів 4 листопада 2008 здобув перемогу над республіканським кандидатом Джоном Маккейном; 20 січня 2009 року став Президентом США. У листопаді 2012 року був обраний на другий термін. Склав повноваження 20 січня 2017 року. Перший афроамериканець на посту президента США.

## Раннє життя
Барак Хусейн Обама народився 4 серпня 1961 року в Пологовому та гінекологічному госпіталі імені Капіолані в Гонолулу, Гаваї. у сім'ї 18-річної білої американки Енн Данем та 27-річного кенійця з луо Барак Обами-старшого. Батьки Обами познайомилися 1960 року на лекції з російської мови в Гавайському університеті в Маноа, де його батько навчався на стипендію як іноземний студент. Пара одружилася 2 лютого 1961 року у Вайлуку на Гаваях, за шість місяців до народження Обами. Єдиний президент, що зростав за межами 48 континентальних штатів.
Через кілька тижнів після його народження, наприкінці серпня 1961 року Данем із немовлям переїхала до Сієтла на рік, де навчалася у Вашингтонському університеті. Батько ж навчався спочатку на Гаваях, а пізніше в Гарварді, який закінчив у червні 1962 року. 1963 року вона повернулася на Гонолулу, де й познайомилася з Лоло Соеторо. 1964 року Данем та Обама-старший розлучилися. Він відвідав сина на Гаваях лише один раз — на Різдво 1971 року. Коли Обамі-молодшому було 21 рік, 1982 року загинув в автокатастрофі.
15 березня 1965 року на Молокаї Данем та Соеторо одружилися, а вже 1967 року жила разом у Джакарті в Індонезії. Спочатку сім'я жила в районі Ментенг Далам в районі Тебет у Південній Джакарті. Із 1970 року мешкали в заможнішому районі Ментенг у центральній Джакарті.

## Навчання
Із шести до дев'яти років відвідував індонезійські школи. Спочатку ходив два роки в Католицьку початкову школу Св. Франциска Ассизького, де його зареєстрували як «Баррі». Пізніше півтора роки навчався початковій школі Ментенг № 1. Крім цього навчався разом із матір'ю в англомовній школі Калверт. За чотири роки перебування на Джакарті Обама вже міг вільно розмовляти індонезійською. Його вітчим навчив стійкості та «дав досить тверду оцінку як влаштований світ».
1971 року Обаму відправила жити до бабусі та дідуся по материнській лінії на Гонолулу. Із п'ятого класу навчався на стипендії в приватній підготовчій до коледжу школі Пунахоу. Середню школу закінчив 1979 року. У старших класах Обама продовжував використовувати прізвисько «Баррі», яке він зберігав до візиту в Кенію 1980 року. На Гаваях проживав три роки, 1972—1975, разом зі своєю матір'ю та зведеною сестрою, Маєю Соеторо, поки його Данем була аспірантом у галузі антропології в Гавайському університеті. Хоч його близькі родичі повернулися до Індонезії 1975 року, Обама вирішив залишитися на Гаваях.
Про роки на Гонолулу Обама писав: «Гаваї багато можливостей познайомитися з різними культурами в атмосфері взаємної поваги, що стало невід'ємною частиною мого світогляду й основою для цінностей, які я вважаю найдорожчими». Він також зізнався, що в підлітковому віці щоби «витіснити з голови питання про те, ким я був» вживав алкоголь, марихуана та кокаїн. Обама також був членом «банди Чум» (сленговий термін для куріння марихуани), самоназваний колектив друзів, які разом проводили час та курили марихуану.
Обама 1979 року поїхав до Лос-Анджелеса та два роки навчався в приватному коледжі «Оксіденталь». У лютому 1981 року він уперше виступив зі своєю публічною промовою, закликавши навчальний заклад взяти участь у виведенні інвестицій із Південної Африки як відповідь на політику апартеїду в цій країні. У середині 1981 року Обама поїхав до Індонезії, щоби відвідати свою матір і зведену сестру Маю, а також протягом трьох тижнів відвідував родини друзів по коледжу в Пакистані. Того ж року він перевівся до Колумбійського університету в Нью-Йорку, де вивчав політологію зі спеціалізацією на міжнародних відносинах та англійську літературу. Проживав у кампусі на 109-й західній вулиці. 1983 року здобув ступінь бакалавра.

## Рання кар'єра
Після завершення навчання працював протягом одного року у видавничій та консалтинговій компанії Business International Corporation на посаді фінансового аналітика та автором. 1985 року, упродовж трьох місяців,  був координатором проектів Нью-Йоркської дослідницької групи громадських інтересів у кампусі Міського коледжу Нью-Йорку. 1985 року Барак переїхав до Чикаго, де керував до червня 1988 року благодійним проєктом допомоги місцевим церквам та організовував програми навчання для мешканців бідних районів міста. Він допоміг створити програми професійної підготовки та підготовки до вступу в коледж, організував захист прав орендарів в Альтгельд Гарденс. Також працював консультантом та інструктором у Фонді Гамлієль, інституті з організації громад. У середині 1988 року Обама уперше вирішив на три тижні до Європи, а потім відправився на п'ять до Кенії, щоби уперше зустрітися з родичами по батьковій лінії.

### Гарвард
Хоч Північно-Західний університет запропонував Обамі повні стипендію на юридичному факультеті, він вступив 1988 року до Гарвардського університету. Тоді проживав у Сомервіль, штат Массачусетс. Наприкінці першого навчального року він став редактором «Гарвардського Правничого Ревю», на другому курсі його обрали президентом, що привернуло низку ЗМІ, бо уперше ним став афроамериканець.  Це призвело до підписання видавничого контракту на книгу про відносини, яка пізніше стала його мемуарами під назвою «Мрії від мого батька» (англ. Dreams from My Father), опублікованої 1995 року. Також тоді Обаму назначили науковим асистентом дослідника конституційного права Лоуренса Трайба. 1991 року він завершив навчання на юридичному факультеті з відзнакою та здобув ступінь доктора юридичних наук.

### Чикаго
Потім повернувся до Чикаго, де обіймав два роки посаду наукового співробітника з питань юриспруденції в школі при Чиказькому університеті, щоби продовжити роботу над своєю книгою. Там із 1992 року був викладачем із конституційного права, а з 1996 по 2004 роки як старший викладач.
Із квітня по жовтень 1992 року Обама керував кампанією з реєстрації виборців «Проєкт Голос» в Іллінойсі, у якій брали участь десять співробітників і сімсот добровольців. Після досягнення своєї мети — зареєстрували 150 000 із 400 000 незареєстрованих афроамериканців у штаті, Обаму видання «Crain's Chicago Business» додало да списку «40 до сорока» (англ. 40 under Forty).
Почав працював в недержавній організації, яка займалася допомогою в реєстрації виборців. Пізніше працював в адвокатській конторі «Майнер, Барнгіл & Ґелланд», спеціалізацією котрої було забезпечення дотримання та захист громадянських прав. Барак Обама також викладав юриспруденцію на правничому факультеті Чиказького університету з 1993 по 2004 рік. 2004 року його було обрано до Сенату США.

## Юридична кар'єра
1993 року Обама приєднався до юридичної фірми Davis, Miner, Barnhill & Galland, яка налічувала 13 юристів і спеціалізувалася на судових процесах у сфері цивільних прав та економічного розвитку районів, де спочатку він був юристом, а з 1996 по 2004 роки радником. 1994 року його додали до списку адвокатів у справі Buycks-Roberson v. Citibank Fed. Sav. Bank, 94 C 4094 (N.D. Ill.). Цей колективний позов поданий Сельмою Баюк-Роберсон, яка стверджувала, що Федеральний ощадний банк Сітібанку займався практикою, забороненою Законом про рівні кредитні можливості та Законом про справедливе житло. Справу врегульовали в досудовому порядку.
У 1994—2002 роках Обама входив до складу ради директорів Чиказького фонду Вудса (Woods Fund of Chicago), який у 1985 році став першим фондом, що профінансував проект «Розвиток громад», та Фонду Джойса (Joyce Foundation). У 1995—2002 роках — до складу ради директорів Чиказького конкурсу Анненберга (Chicago Annenberg Challenge), де з 1995 по 1999 роки став президентом-засновником та головою ради директорів. 2007 року Обама втратив право займатися адвокатською діяльністю.

## Законодавча кар'єра

### Сенат штату Іллінойс (1996—2004)

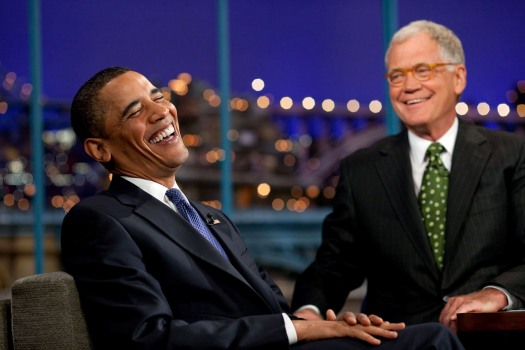
Президент Барак Обама на шоу Девіда Леттермана

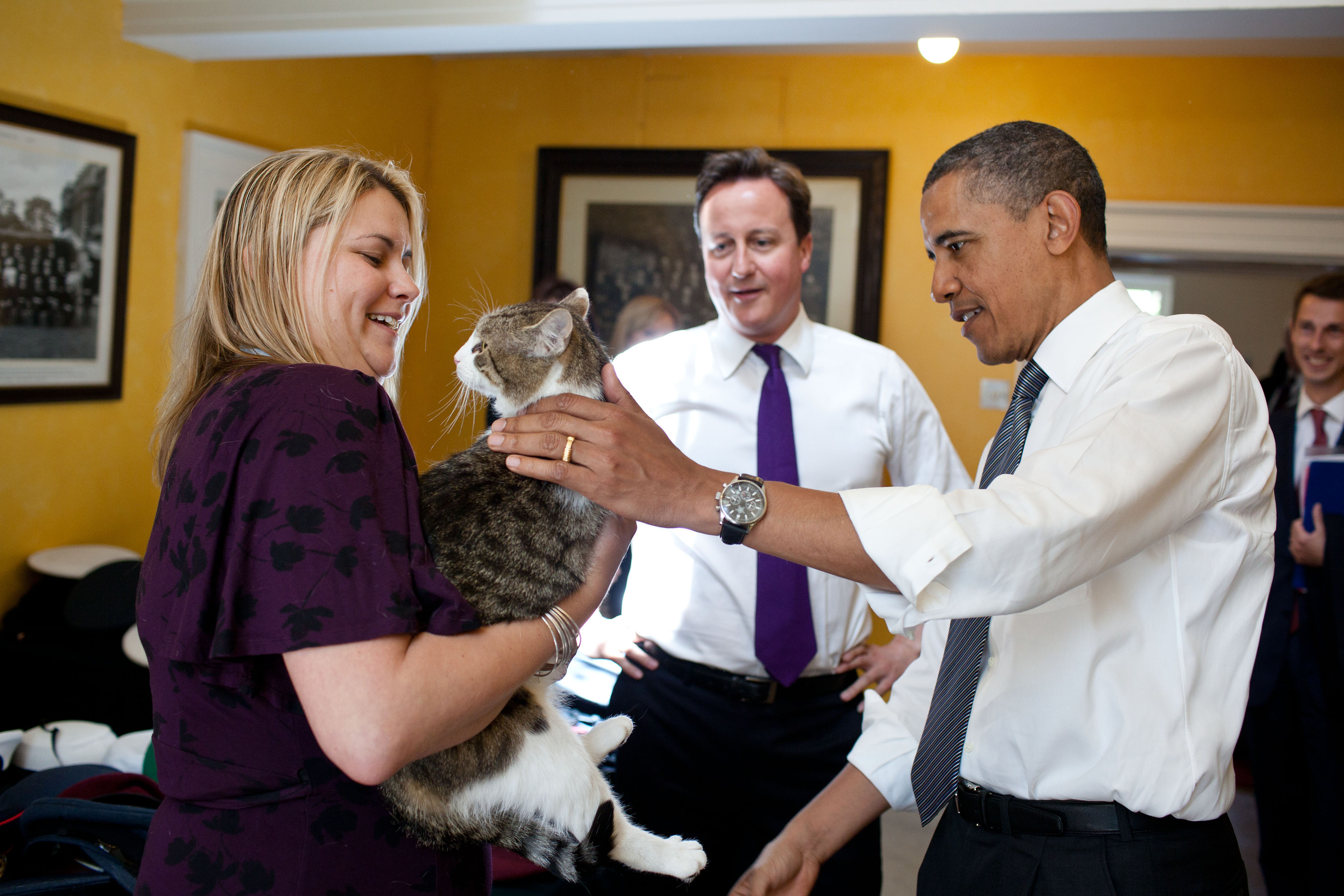
Президент Барак Обама, Прем'єр-Міністр Великої Британії Девід Камерон та Головний Мишолов Резиденції Уряду кіт Ларрі під час візиту Обами на Даунінг-Стріт 10, 25 травня 2011

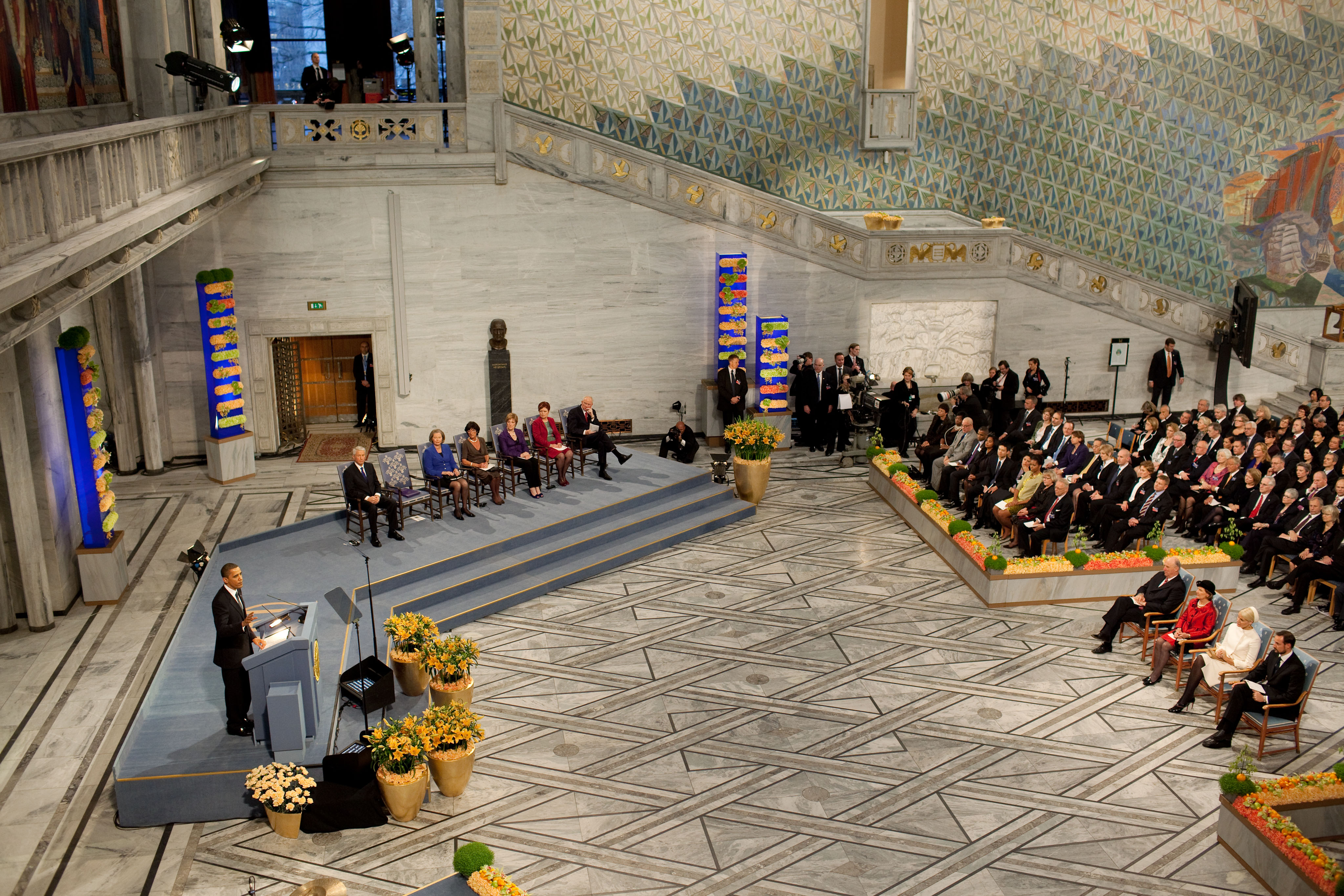
Президент Барак Обама на церемонії нагородження Нобелівської Премії

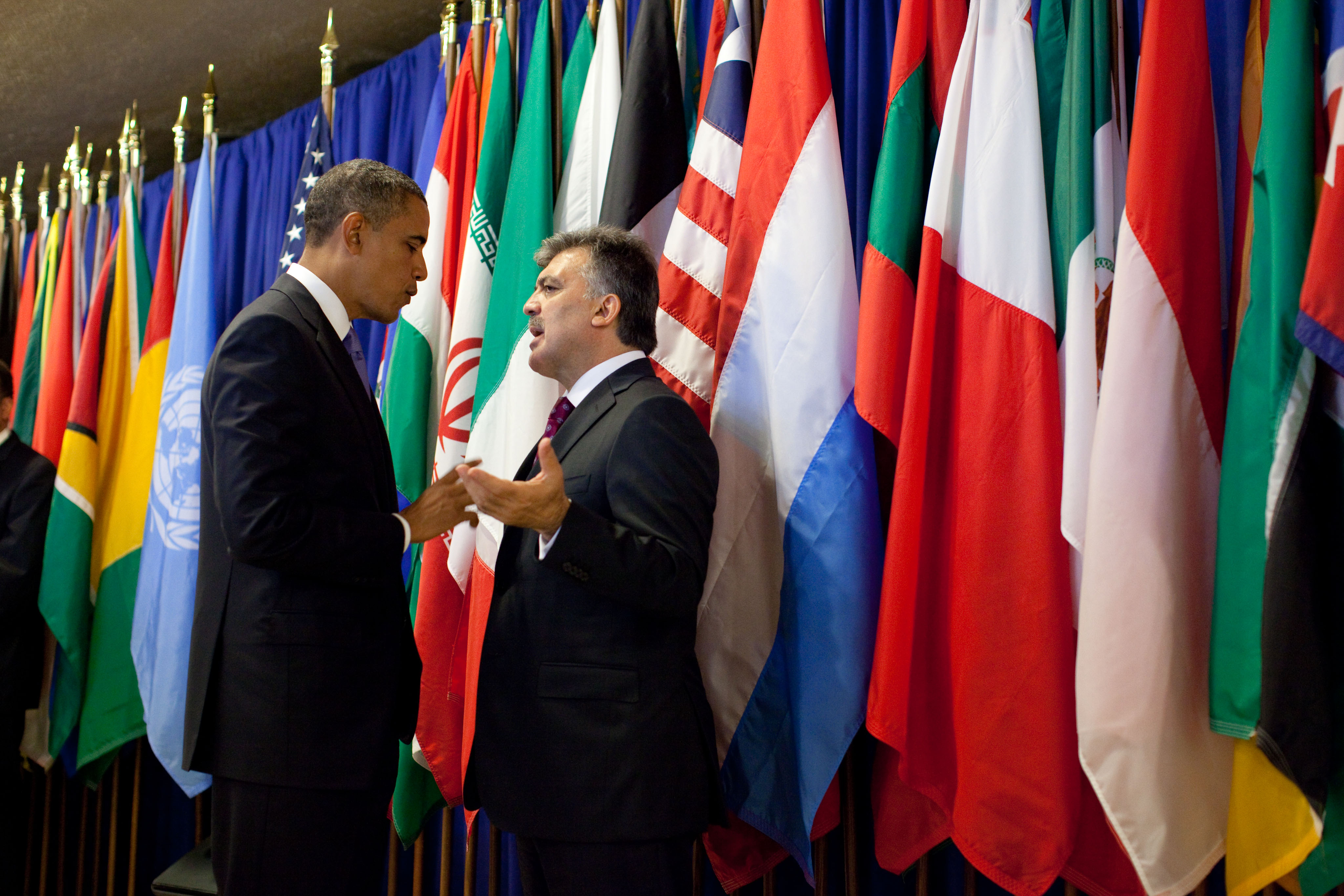
Президент Барак Обама з президентом Туреччини Абдуллою Гюлем, на саміті ООН, 23 вересня 2010

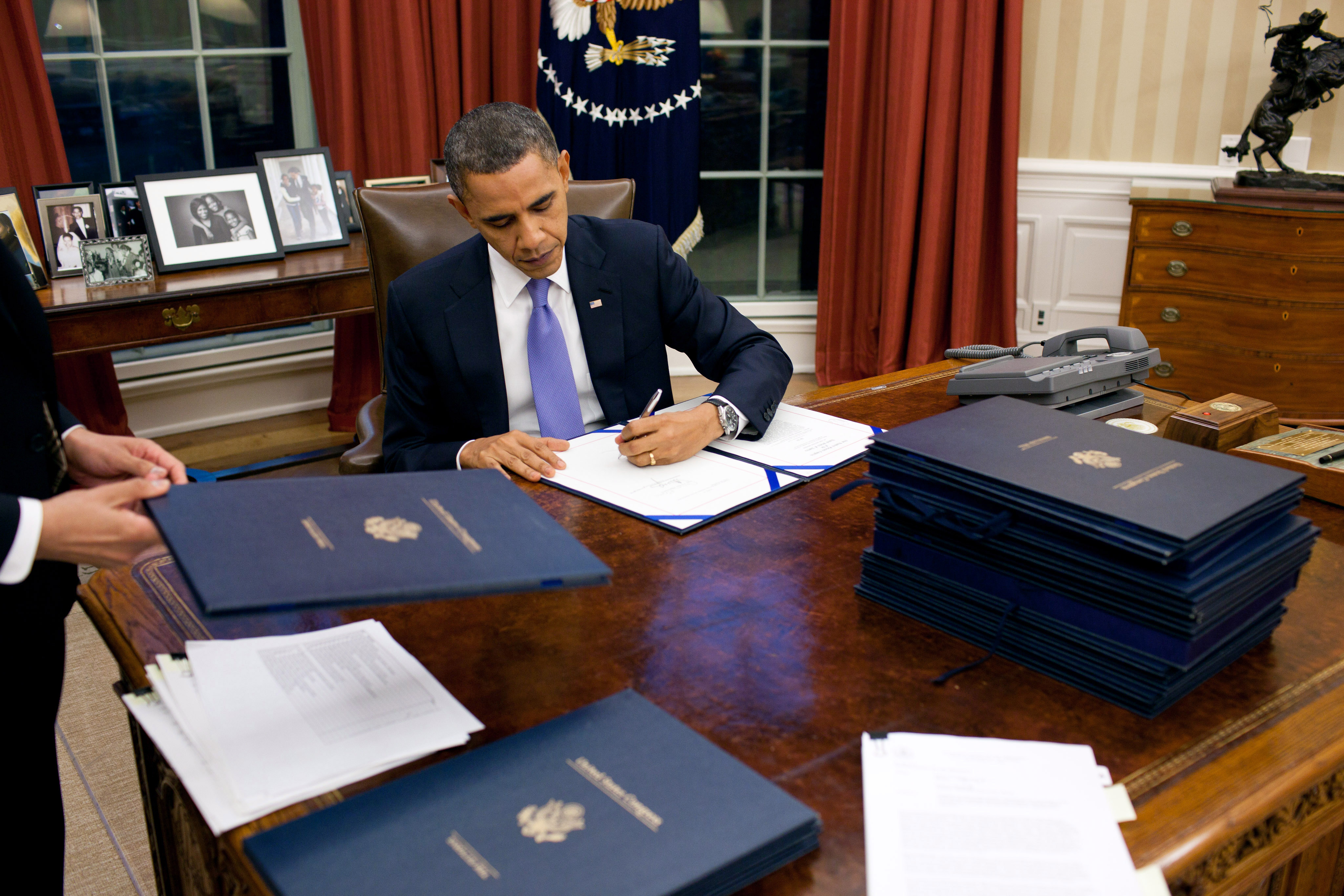
Президент Барак Обама підписує державні папери. Овальний кабінет, гру. 22, 2010.

1996 року Барака Обаму було обрано до сенату штату Іллінойс від муніципалітету Гайд-Парк на півдні Чикаго. Він замінив на посаді сенатора від Демократичної партії Еліс Палмер. Після обрання Обама заручився двопартійною підтримкою при прийняття законодавства, яке реформувало закони про етику та охорону здоров'я. Також він домігся збільшення податкових пільг для робітників із низьким рівнем доходу, домовився щодо реформи соціального забезпечення та сприяв збільшенню субсидій на догляд за дітьми. 2001 року, як співголова двопартійного Об'єднаного комітету з адміністративних питань, Обама підтримав запропоновані губернатором-республіканцем Джорджем Раяном правила видачі позик до зарплати та положення щодо грабіжницького іпотечного кредитування, спрямовані на запобігання вилученню житла.
1998 року Обаму переобрали до Сенату штату Іллінойс, перемігши республіканця Єссе Єгуда. 2002 року без конкурентної боротьби знов виграв вибори. 2003 року, коли демократи отримали більшість в сенаті штату, його було обрано головою Комітету з питань охорони здоров'я та соціальної служби. Він також очолив одностайне двопартійне ухвалення закону про моніторинг расового профілювання, який зобов'язував поліцію при затримуванні реєструвати расову приналежність водіїв. Крім цього, запровадив обов'язкову відеозйомку допитів у справах про вбивства, а Іллінойс став першим таким штатом. Під час його передвиборчої кампанії до Сенату США у 2004 році поліцейські хвалили його за активну співпрацю в проведенні реформи смертної кари. У листопаді 2004 року Обама подав у відставку зі Сенату штату Іллінойс після обрання до Сенату США.

### Кампанія до Сенату США в Іллінойсі
У травні 2002 року Обама організував опитування для оцінки своєї перспективи на виборах до Сенату США 2004 року. До серпня 2002 року він створив передвиборчий комітет, почав збирати кошти, найняв політичного медіа-консультанта Девіда Аксельрода. Обама офіційно оголосив висунув свою кандидатуру в січні 2003 року.
Обама став першим із противників вторгнення в Ірак 2003 року, підтримуваного адміністрацією Джордж Буша. Коли Конгрес та Буш погодили резолюцію для інтервенції в Ірак, 2 жовтня 2002 року Обама уперше виступив із гучним антивоєнним мітингом у Чикаго. І повторив це у березні 2003 року, сказавши народу, що «ще не пізно» зупинити війну.
Рішення чинного республіканця Пітера Фіцджеральда та його демократичної попередниці Керол Мозлі Браун не брати участь у виборах призвели до сильної конкуренції на первинних змагання демократів та республіканців за участю 15 кандидатів. У березні 2004 року на них Обама здобув несподівану перемогу з великим відривом. За одну ніч це зробило його «зіркою» в Демократичній партії, поклало початок спекуляціям про президентське майбутнє, і призвело до перевидання його мемуарів «Мрії від мого батька». У липні 2004 року Обама виступив із програмною промовою на Національному з'їзді Демократичної партії, яку дивилися дев'ять мільйонів глядачів. Її позитивно схвалили, що підвищило його статус.
Очікуваний опонент Обами на загальних виборах, переможець республіканських праймериз Джек Раян, зняв свою кандидатуру в червні 2004 року. Через шість місяці його замінив Алан Кіз. На загальних виборах у листопаді 2004 року Обама переміг зі 70 % голосів, найбільшою перевагою кандидата в Сенат США за всю історію штату Іллінойс. Він здобув перемогу в 92 із 102 округів штату, у навіть у там, де демократи традиційно не мали великих успіхів.

### Сенат США (2005—2008)
4 січня 2005 року Обама склав присягу як сенатор Конгресу США, ставши першим афроамериканцем. Спочатку він висунув дві ініціативи: Лугар — Обама, яка розширювала програму Нанна — Лугара щодо спільного зменшення загрози від озброєння; «Федеральний закон про звітність і прозорість фінансування від 2006 року». 3 червня 2008 року Обама разом із сенаторами Томом Карпером, Томом Коберном і Джоном Маккейном представив новий законопроєкт — «Закон про посилення прозорості та підзвітності федеральних витрат від 2008 року». Також він був співавтором «Закону про безпеку Америки та належну імміграцію».
У грудні 2006 року президент Буш підписав «Закон про допомогу, безпеку та сприяння демократії в Демократичній Республіці Конго» — першого федерального акту, головним автором якого був Обама. У січні 2007 року разом зі сенатором Файнгольдом внесли положення про корпоративні літаки до «Закону про чесне керівництво та відкритий уряд», яке підписане у вересні 2007 року.
2007 року Обама підтримав поправку до «Закону про національну оборону», яка включала додаткові гарантії для військовослужбовців, звільнених через розлади особистості, та була прийнята Сенатом навесні 2008 року. Того ж року став автором «Закону про санкції щодо Ірану», спрямований на виведення державних пенсійних фондів з іранської нафтової та газової промисловості. Хоч його не прийняли, однак додали до «Всеосяжного закону про санкції, підзвітність та виведення коштів з Ірану від 2010 року». Крім цього, був співавтором законопроєкту щодо зменшення ризиків ядерного тероризму та ініціював поправку до Сенату щодо Державної програми медичного страхування дітей, яка передбачає однорічний захист робочого місця для членів сімей, що доглядають за пораненими військовими.
До грудня 2006 року Обама працював у комітетах Сенату з міжнародних відносин, навколишнього середовища та громадських робіт і у справах ветеранів. У січні 2007 року він залишив комітет з навколишнього середовища та громадських робіт і отримав додаткові призначення в комітетах з охорони здоров'я, освіти, праці та пенсій, внутрішньої безпеки та урядових справ. Він також став головою підкомітету Сенату з європейських справ та офіційно відвідував Східну Європу, Близький Схід, Центральну Азію та Африки. Він зустрівся з Махмудом Аббасом до того, як Аббас став президентом Палестинської національної адміністрації, і виступив з промовою в Університеті Найробі, в якій засудив корупцію в кенійському уряді.
За неповні три роки діяльності в складі сенату США Барак Обама запропонував 152 законодавчі акти і брав активну участь у підготовці інших 427 законопроєктів. Обама подав у відставку зі свого місця в Сенаті 16 листопада 2008 року, щоб зосередитися на перехідному періоді до президентства.

## Президентські кампанії

### 2008
10 лютого 2007 року в місті Спрингфілд (Іллінойс) перед будівлею старого Капітолія Барак Обама оголосив про свої наміри балотуватися від Демократичної партії на президентських виборах 2008 року. Вибір цього місця був символічним, бо тут Авраам Лінкольн виголосив свою промову «Розколотий дім» у 1858 році. Обама наголошував на питаннях швидкого завершення війни в Іраку, підвищення енергетичної незалежності та реформування системи охорони здоров'я.
У праймеризі Демократичної партії взяли участь багато кандидатів. Проте, основна боротьба відбулася між Обамою та сенатором Гілларі Клінтон, де Обама здобув стійке лідерство за кількістю обіцяних делегатів завдяки продуманому довгостроковому плануванню, успішному збору коштів, переважаючій організації в штатах із партійними зборами, і вдалому використанню правил розподілу делегатів. 2 червня 2008 року Обама отримав достатню кількість голосів і закріпив за собою кандидатуру на посаду президента. Після деяких вагань поступитися, 7 червня Клінтон завершила свою кампанію та підтримувала Обаму, пізніше разом із Біллом Клінтоном. 23 серпня 2008 року Обама оголосив, що обрав сенатора від штату Делавер Джо Байдена на пост віцепрезидента. Під час праймериз та кампанії Обама встановив численні рекорди зі збору коштів, особливо за кількістю дрібних пожертвувань. 19 червня 2008 року він став першим кандидатом у президенти від основної партії, який відмовився від державного фінансування на загальних виборах від часу створення цієї системи в 1976 році.
Від Республіканської партії обрали Джона Маккейна, який пообіцяв Сарі Пейлін пост віцепрезидента. Обама і Маккейн провели три президентські дебати у вересні та жовтні 2008 року. 4 листопада Обама виграв президентські вибори зі 365 голосами виборців проти 173 у Маккейна, 52,9 % проти 45,7 % відповідно. Свою промову як переможець виголосив перед сотнями тисяч прихильників у чиказькому Грант-парку. Обама став першим афроамериканцем, обраним на пост президента. Він є одним із трьох сенаторів США, які потрапили до Білого дому, після Воррена Гардінга та Джона Кеннеді.

### 2012
4 квітня 2011 року Барак Обама розпочав свою кампанію з переобрання на нових президентських виборах 2012 року. Про це він заявив у своєму виборчому відео під назвою «Все починається з нас», яке було розміщене на його вебсайті, ставши таким чином першим кандидатом на дану посаду. Згодом Обама подав відповідні документи у Федеральну виборчу комісію США. Будучи дійсним президентом, він практично не зустрів опору на праймеріз Демократичної партії і 3 квітня 2012 заручився голосами 2778 делегатів, необхідних для висунення від даної партії.
6 вересня Обаму і Байдена було офіційно висунуто на другий 4-річний термін на Національній конвенції (з'їзді) Демпартії в м. Шарлотт, штат Північна Кароліна. Їх головними противниками стали республіканці Мітт Ромні, колишній губернатор штату Массачусетс, а також представник штату Вісконсин Пол Раян.
«Якщо ви вірите, що нові заводи і фабрики з'являться на нашому горизонті; що нова енергетика може живити наше майбутнє; що нові школи можуть дати сходи можливостей для цієї нації мрійників; якщо ви вірите в країну, де кожному дано по заслугах, і кожен робить свій чесний внесок, а всі грають за одними правилами — то я потребую вас, щоб ви проголосували в листопаді!… Ми не повертаємо назад. Ми нікого не лишаємо позаду. Ми тримаємо кожного на ногах. Ми черпаємо силу зі своїх перемог. І ми вчимося на власних помилках. Але ми пильно вдивляємося в той далекий горизонт, знаючи, що з нами провидіння і ми дійсно благословенні бути громадянами найвеличнішої нації на Землі»
 — витяг з перекладу промови на цій Конвенції.
3 жовтня відбувся перший раунд теледебатів Обами з конкурентом від республіканців Міттом Ромні, де вони здебільшого обговорювали економіку. 16 жовтня — другий раунд теледебатів, 22 жовтня — третій.
Обама спочатку мав хороші можливості виграти президентські перегони через відсутність явного лідера серед республіканців. Однак «відсутність реальних змін, на обіцянках яких він і прийшов до влади» грали проти нього. Як заявляли прихильники Обами, головну роль у виборах 2012 року зіграла «чітка робота виборчої машини», а не ентузіазм виборців, як це було в 2008 році.
Вибори Президента США відбулися 6 листопада. Обама переміг опонента з результатом 332 голосів Колегії виборщиків проти 206 у його суперника. Експерти відзначили втрату ним підтримки незалежних виборців і необхідність враховувати позицію республіканців зі стратегічних питань. 4 січня 2013 Конгрес США затвердив результати голосування виборників. У своїй переможній промові після оголошення результатів голосування президент підкреслив, що попереду ще багато роботи: «Сьогодні ви проголосували за дію, а не політику, як зазвичай. Ви вибрали нас, щоб ми зосередилися на ваших робочих місцях, а не своїх. І в наступні тижні та місяці я розраховую на співпрацю з лідерами обох партій, щоб дати відповідь на виклики, які можна розв'язати тільки спільно: зменшуючи дефіцит, реформуючи податковий кодекс, виправляючи імміграційну систему та звільняючись від залежності від імпортованої нафти. В нас ще багато роботи».

## Президентство

### Передача даних від колишньої адміністрації Президента США новій
Напередодні передачі повноважень Президента США від адміністрації Джорджа Буша-молодшого до адміністрації Барака Обами було передано 40 секретних записок підготовлених колишньою адміністрацією Президента США.
Кожна із записок була присвячена окремій державі чи галузі зовнішньої політики, аналізуючи для команди Барака Обами, що зробила адміністрація Джорджа Буша-молодшого і яким вона бачить майбутнє.

Серед цих записок була й згадка України та наміри РФ підірвати її територіальну цілісність. Так в одній з цих записок зазначено: 
Спроби Росії кинути виклик територіальній цілісності України, особливо в Криму, який на 59% етнічно російський і де базується Чорноморський флот Росії, мають бути зупинені.

### Проміжний період, формування кабінету
Проміжний період розпочався, коли Обама був обраний президентом 4 листопада 2008 року. Під час цього періоду Обама озвучив склад Кабінету міністрів і Адміністрації Президента США. Незабаром після виборів 4 листопада Обама вибрав представника штату Іллінойс Рама Емануеля як главу адміністрації Білого дому.
До Кабінету увійшли колишні суперники по праймеріз: Хілларі Родхем Клінтон як Державний Секретар і Білл Річардсон як глава Департаменту Торгівлі США.
1 грудня Обама оголосив, що бажає бачити Роберта Гейтса на посаді міністра оборони, що стало першим випадком, коли міністр оборони зберіг пост при зміні партії на посту президента.
Під час проміжного періоду оновлюється сайт Change.gov, в якому Обама вів блог і розміщував відео. Відразу після інавгурації інформація з цього сайту була перенесена на офіційний сайт Білого дому www.Whitehouse.gov

### Інавгурація
20 січня 2009 року в ході церемонії інавгурації поруч з будівлею Капітолія Обама був приведений до присяги як 44-й президент США о 12:05 EST (17:05 UTC); церемонія зібрала рекордну кількість глядачів — понад мільйон людей. Присягали на Біблії, на якій присягався при інавгурації Авраам Лінкольн. Першим після присяги актом президента стало оприлюднення Звернення, що оголошує 20 січня 2009 року «Національним днем оновлення і згоди». У своїй промові Обама закликав до «нової ери відповідальності».
За інформацією Boston Globe, вартість інавгурації Барака Обами і інавгураційних урочистостей — найвища в історії США: витрати на її проведення можуть перевищити 160 мільйонів доларів.
Наступного дня, пізно ввечері, за порадою конституційних правознавців, Обама в Білому домі з обережності повторно склав присягу глави держави, з огляду на те, що напередодні сталася помилка в читанні встановленого Конституцією США тексту присяги: голова Верховного суду США Робертс помилково поставив слово «чесно» (англ. faithfully) після слів «виконувати обов'язки президента Сполучених Штатів».

### Перші 100 днів

#### Очікування
Починаючи з Франкліна Рузвельта, перші 100 днів нової адміністрації були показником намірів і ефективності президента США. 100 перших днів Обами закінчилися 29 квітня. У його інтерв'ю з 60 minutes, він сказав, що уважно вивчав «100 днів» Рузвельта. Однак він також додав, що «100 днів важливі, проте щось можуть змінити тільки перші 1000 днів». Незважаючи на це, перші 100 днів Обами були предметом явного інтересу ще тоді, коли він став фактичним кандидатом від Демократичної Партії. Кілька новинних гігантів оголосили про проєкти, зроблені для висвітлення цієї події. Коментатори прогнозують його шанси впоратися з проблемами у внутрішній і зовнішній політиці, розібратися з економічними і екологічними питаннями. CNN представило список економічних питань, які «Обама і його команда повинні вирішити в перші 100 днів». 5 листопада 2008 року «Міжнародна амністія» опублікувала свій список очікувань щодо дотримання прав людини при боротьбі з тероризмом, а в квітні 2009 року опублікувала огляд їх часткового виконання.

#### Зміни в політиці «боротьби з тероризмом»
Одним з перших своїх указів на посаді президента США Барак Обама розпорядився закрити в'язницю Дельта на військовій базі Гуантанамо, де полонені утримувалися поза дією норм американського та міжнародного законодавства. Указом передбачено також закрити всі в'язниці ЦРУ в інших країнах, де тримають і допитують осіб, причетних, як вважають, до міжнародного тероризму. Забороняється також суворе поводження із в'язнями й тортури.
Барак Обама визначив, що Афганістан та Пакистан стають центральним фронтом боротьби Сполучених Штатів проти міжнародного тероризму та призначив спецпредставників по Близькому Сходу та Афганістану — Пакистану. Спеціальним послом США на Близькому Сході призначено екссенатора Джорджа Мітчелла, а на посаду спецпредставника в Афганістані та Пакистані призначений колишній постійний представник США при ООН Річард Голбрук.
Джордж Мітчелл та Річард Голбрук мають багатий миротворчий досвід. У середині 1990-х років Голбрук набув слави одного з найвпливовіших дипломатів у світі, ставши головним архітектором Дейтонських угод, які поклали край кровопролиттю в Боснії і Герцеговині. Зі свого боку Джордж Мітчелл був посередником у процесі мирного врегулювання у Північній Ірландії за часів президентства Білла Клінтона.

#### Економічна політика
17 лютого 2009 року Обама підписав закон (англ. The American Recovery and Reinvestment Act) про виділення 787 млрд доларів США для пом'якшення наслідків рецесії, викликаної іпотечною кризою, також результатом кредитної кризи. За словами Обами завдяки цьому плану в США буде створено або збережено 3½ мільйони робочих місць протягом наступних двох років.
29 січня 2009 року Президент підписав закон, що збільшує можливість оскаржити в суді факти дискримінації в області оплати праці (Lilly Ledbetter Fair Pay Act of 2009). У лютому прийнятий закон про стимулювання економіки (American Recovery and Reinvestment Act of 2009).

#### Нобелівська премія миру
9 жовтня 2009 року Нобелівський комітет оголосив, що президент США Барак Обама став лауреатом Нобелівської премії миру за 2009 рік. Нагорода присуджена йому з формулюванням «за величезні зусилля зі зміцнення міжнародної дипломатії і співпраці між народами». Очоливши Сполучені Штати, Обама пообіцяв відмовитися від колишньої односторонньої зовнішньої політики і виразив готовність піклуватися про інтереси не тільки США, але і всіх країн світу. Він, крім того, заявив, що готовий до переговорів з такими країнами як Іран, з яким США вже тридцять років не підтримують дипломатичні відносини. Одним з найважливіших пунктів його передвиборчої програми було завершення військової кампанії в Іраку і вивід звідти американських військ.
Обама став четвертим американським президентом, удостоєним найпрестижнішої гуманітарної нагороди світу, після Теодора Рузвельта, Вудро Вільсона і Джиммі Картера.

#### Реформа охорони здоров'я
Одною з головних обіцянок, з якою Обама прийшов у Білий дім, було питання масштабної реформи сфери охорони здоров'я і медичного страхування. Питання про реформу назріло давно: при платній медицині понад 30 мільйонів людей в США живуть без медичної страховки. Як запевняє американський президент, реформа охорони здоров'я зробить медстрахування доступнішим, заборонить страховим компаніями роздувати ціни у зв'язку з погіршенням стану здоров'я клієнтів, а також ліквідує низку збиткових статей.
Закон після запеклих обговорень і жорсткої опозиції республіканців був прийнятий Конгресом 25 березня 2010, Барак Обама підписав зміни до законодавства 30 березня. Ряд положень реформи набрав чинності вже в 2010 році. 2014 року наявність страховки стане обов'язковою умовою для більшості людей, що проживають у США. В іншому випадку їм доведеться платити штраф. З 2014 року багато хто зможе обміняти свої страхові плани на нові, які обіцяють бути більш економічними і повними. Великі організації, що не надають своїм співробітникам страховки, будуть сплачувати штрафи. У наступні роки реформа, як передбачається, продовжиться. Будуть підвищуватися вимоги до страховиків і роботодавців. Під загрозою штрафів їм доведеться знаходити можливості надавати клієнтам і співробітникам якомога більш економічні плани з максимальним покриттям.
Внаслідок того, що реформа в цілому підтримується незаможними верствами населення, покладається на потужний урядовий апарат федерального рівня і вимагає великих капіталовкладень, сама реформа в цілому, а також її окремі положення та/або етапи зокрема неодноразово саботувалися представниками Республіканської партії, що контролює Палату представників США. Ці розбіжності зрештою призвели до неприйняття вчасно бюджету на 2014 фінансовий рік (за законодавством США, до 30 вересня), а отже, до припинення роботи уряду США і державних організацій від 1 жовтня 2013 року (див. Припинення роботи уряду США (2013)).

#### Реформа фінансової системи
Реформа, розроблена демократами, забороняє банкам проводити операції на фінансових ринках за рахунок власних коштів, а також передбачає обмеження для зростання банків, оскільки занадто великі кредитні організації, що збанкрутували, ставлять під удар всю фінансову систему країни. Творці проєкту розробили схему ліквідації розорених фінансових компаній, що дозволить мінімізувати наслідки краху конкретних організацій для економіки в цілому. Новий закон передбачав здійснення жорсткішого контролю за видачею кредитів та іншими операціями.
Крім того, передбачалося створити спеціальне агентство, яке боролося б із фінансовими махінаціями.
30 червня 2010 законопроєкт схвалила Палата представників, 15 липня необхідним мінімумом у 60 голосів його схвалив Сенат.
Республіканці, які виступали проти нового закону і намагалися перешкодити його прийняттю, вважали, що документ може підірвати конкурентоспроможність американської економіки.

### Переобрання, зміни в кабінеті
У листопаді 2012 року Обама був переобраний на посаду президента; інавгурація відбулася в січні 2013 року. У лютому 2013 року міністра оборони Л. Панетту змінив Ч. Хегел, міністра фінансів Т. Гейтнера — Дж. Лью, а державного секретаря Х. Клінтон — Дж. Керрі. У квітні 2013 року на місце міністра внутрішніх справ К. Салазара була призначена С. Джуелл, а в травні на місце міністра енергетики С. Чу — Е. Моніз.

#### Зовнішня політика
У квітні 2009 року пом'якшені санкції проти Куби, в січні і травні 2011 року спрощено візовий режим і розширені можливості грошових переказів на Кубу. У жовтні 2009 року Барак Обама отримав Нобелівська премію миру. У грудні 2009 року оголошено про рішення збільшити на 30 тисяч контингент американських військ в Афганістані.
У квітні 2010 року підписано договір з Росією про скорочення стратегічних наступальних озброєнь (у грудні схвалений Сенатом США). У травні 2010 року прийнятий закон, що вимагає від Державного департаменту докладної інформації про свободу друку в щорічних доповідях про права людини в країнах світу. У вересні 2010 року оголошено про припинення бойової операції військ США в Іраку, втім, близько 50 000 американських військовослужбовців залишилися в країні
З березня 2011 року США беруть участь у силовій операції групи країн у Лівії. Навесні 2011 року в Пакистані знищений Усама бін Ладен. У жовтні 2011 року оголошено про виведення до кінця року військ США з Іраку, а в грудні проведена церемонія формального завершення операції військ СШ.
Фундаментальний виступ Барака Обами про роль Америки в світі відбувся на 67-й сесії Генеральної асамблеї ООН наприкінці вересня 2012 р. В ньому він закликав світових лідерів засудити насильство на Близькому Сході, що пов'язують з антиісламським фільмом Невинність мусульман, що призвело до загибелі американського Посла в Лівії Крістофера Стівенса.
16 грудня 2014 року Барак Обама, виступаючи на військовій базі в штаті Нью-Джерсі перед трьома тисячами військових, які повернулися з Афганістану, заявив, що час великих операцій американської армії за кордоном минув.
17 грудня 2014 року Обама став першим президентом США, який після революції 1959 року провів переговори з лідером Куби. Після переговорів з Раулем Кастро Обама заявив, що США відновлюють дипломатичні стосунки з Кубою.

#### Позиція щодо російсько-української війни
Починаючи від самого початку російської агресії проти України президент США Барак Обама заявляв про підтримку територіальної цілісності та суверенітету України, але ще під час виступу 19 березня 2014 року заявив, що Сполучені Штати не вводитимуть війська на територію України. Він заявив, що збройне протистояння США з Росією було б недоречне як для Вашингтона, так і для самої України. При цьому Обама зазначив, що США не відмовляються від ідеї застосування до Росії додаткових економічних санкцій. Він також заявив, що США мають намір мобілізувати всі дипломатичні ресурси країни, щоб переконатися в наявності сильної міжнародної коаліції, яка виступає проти втручання Росії у справи України.
28 вересня Б. Обама виключив ймовірність війни НАТО з Росією через українську кризу і виступив за політичне вирішення кризи в Україні.
18 грудня 2014 року Обама підписав ухвалений раніше Конгресом США «Акт на підтримку свободи Україні», який дозволяє доставляти в Україну зброю та ввести нові санкції проти Росії.
1 лютого 2015 року Обама заявив, що США будуть посилювати тиск на Росію і одночасно будуть допомагати Києву стабілізувати економіку країни і проводити реформи.
5 лютого Джон Керрі під час свого візиту до Києва повідомив, що Обама розглядає різні варіанти допомоги Україні, у тому числі зброєю. Але її так і не було надано.
5 серпня 2016 року Барак Обама закликав Росію і бойовиків «скласти зброю і припинити погрожувати Україні».

### Судова система, боротьба зі злочинністю
2009 року Обама висунув кандидатом у судді Верховного суду Соню Сотомайор замість Д. Саутера, який подав у відставку та перед своїм призначенням був висунутий Бушем-старшим. Сенат затвердив кандидатуру Сотомайор. У квітні 2010 року про свою майбутню відставку повідомив суддя ВС Дж. Стівенс, у травні Обама висунув на його місце Олену Каган, яку в серпні затвердив Сенат.
У січні 2013 року Обама висунув програму для законодавчої і виконавчої влади щодо посилення контролю над обігом зброї. Однак у квітні Сенат відхилив один із основних заходів, запропонованих Обамою — усунення можливості придбати зброю без перевірки особистості покупця.
5 січня 2016 Барак Обама оголосив про посилення правил продажу зброї в обхід Конгресу США.

#### Відвідування в'язниці
Барак Обама став першим чинним президентом США, який відвідав в'язницю — тюрму посиленого режиму в місті Ель-Рено, штат Оклахома.

## Сім'я й особисте життя
В інтерв’ю 2006 року Обама наголосив на різноманітності своєї великої родини: «Це як маленька міні-ООН», — сказав він. «У мене є родичі, які схожі на Берні Мака, і в мене є родичі, які схожі на Маргарет Тетчер». Хоча його батько за походженням африканець, Барак провів усе дитинство в оточенні білої матері та її родини — і таким чином поєднав у собі дві раси та два світогляди. У книзі «Мрії від мого батька» (англ. Dreams from My Father) Барак Обама описав свої спогади про дитинство та формування світогляду на основі власного досвіду в різнорасовій родині.
Енн Данем, його мати, народилася 1942 року у Вічиті, штат Канзас, у американській християнській сім'ї. До 21 року вона проживала на Гаваях. Мала англійське, валлійське, німецьке, швейцарське та ірландське походження. 2007 року з'ясувалося, що її прапрадід Фалмут Керні емігрував 1850 року з ірландського поселення Монігалл до США. 1960 року її сім'я переїхала до Гонолулу, де вона навчалася в Гавайському університеті в Маноа на антрополога. Там, відвідуючи курс російської мови, зустріла Барака Обаму-старшого. Його батько приїхав із Ньянгома Когело в Кенії до США як іноземний студент на навчання, оплачене місіонерською школою в Найробі. Він походив із народу луо. 18-річна Енн та 27-річний Барак одружилася 2 лютого 1961 року у Вайлуку на Гаваях, за шість місяців до народження Обами. Зрештою Обама-старший повідомив Данем про його перший шлюб із Кезією. Він заявив, що розлучений, але пізніше Данем дізнається, що це неправда. Його перша дружина Кезія потім погодилася зі другим шлюбом за звичаями луо. 1964 року Данем подала на розлучення, яке Обама-старший не оскаржував. Після навчання на Гонолулу Данем здобула ступінь бакалавра з антропології, а пізніше й доктора філософії з антропології (1992). Обама-старший після розлучення та здобуття магістра економіки в Гарвардському університеті повернувся до Кенії, де одружився втретє та працював на кенійський уряд як старший економічний аналітик у Міністерстві фінансів. Загинув 1982 року в автокатастрофі.
Під час навчання в Центрі культурного та технологічного обміну між Заходом і Сходом Данег познайомилася з яванським геодезистом Лоло Соеторо, який приїхав з Індонезії як іноземний студент. 1965 року вони одружилися на Гаваях. Після двох однорічних продовжень візи J-1, Лоло повернувся до Індонезії в 1966 році. Мати із сином приїхали туди 1967 року, через шістнадцять місяців. Там вони проживали до 1970-х років, коли Данем відправила Обаму-молодшого на навчання в Гонолулу, а пізніш і сама зі зведеною дочкою повернулася для вивчення антропологію на аспірантурі. Данем не відчужувалась від обох колишніх чоловіків і заохочувала своїх дітей відчувати зв’язок зі своїми батьками. Данем зосередилася на розвитку сільських районів Індонезії, щоби вирішити проблему бідності, створила програми мікрокредитування, працюючи консультантом Агентства США з міжнародного розвитку. Також вона працювала у Фонді Форда в Джакарті та консультувалася з Азіатським банком розвитку в Гуджранвалі в Пакистан. До кінця життя працювала з банком Rakyat Indonesia, де допомагала застосувати свої дослідження до найбільшої програми мікрофінансування у світі. 7 листопада 1995 року, у 52 роки, померла від раку яєчників. В одному з інтерв’ю Барак Обама назвав свою матір «…ключова фігура в роки мого становлення. […] Вона навчила мене важливим цінностям, які залишилися моїм орієнтиром для політичного світу.
Обама має зведену сестру з якою виріс, Маю Соеторо-молодшу, і сім інших зведених братів і сестер із родини його кенійського батька. Також у нього є коріння в Ірландії, із якими зустрівся в Манігалі 2011 року. У книзі «Мрії від мого батька» Обама пов'язує історію родини своєї матері з можливими корінними американськими предками і далекими родичами Джефферсона Девіса, президента Конфедеративних Штатів Америки під час Громадянської війни в США. Він також має далеких спільних предків з Джорджем Бушем-молодшим і Діком Чейні. У липні 2012 року сайт Ancestry.com виявив велику ймовірність того, що Данем походить від Джона Патча, поневоленого африканця, який жив у колонії Вірджинія в XVII столітті.
Коли Барак Обама працював у Чикаго в 1980-х роках, він жив із науковицею із антропології Шейлою Мійоші Яґер. Він двічі їй пропозицію, однак і вона, і її батьки йому відмовили. Про їх стосунки стало відомо лише у травні 2017 року, після завершення його президентства.
У червні 1989 року Обама зустрів Мішель Робінсон, коли працював у Sidley Austin, яку назначили його наставницею на три місяці. Вона брала участь разом із ним у кількох групових соціальних заходах, але спочатку відмовлялася від його запрошень на побачення. Почали зустрічатися лише улітку того року, а вже 1991-го заручилися та 3 жовтня 1992 року уклали шлюб. Після викидня Мішель пройшла процедуру екстракорпорального запліднення, щоби завагітніти. Їхня перша донька, Малія Енн, народилася 1998 року. Друга донька, Наташа («Саша»), 2001 року. Дочки Обами відвідували Дослідницьку школу при Чиказькому університеті. Після переїзду до Вашингтону в окрузі Колумбія, із січня 2009 року навчалися в школі Sidwell Friends. Сім'я Обами мала дві португальські водяні собаки: пса на ім'я Бо, подарованого сенатором Тедом Кеннеді; та самку Сонні, яка померла від раку 8 травня 2021 року.
Обама вболіває за бейсбольну команду «Чикаго Вайт Сокс». Свій перший символічний кидок зробив ще на пості сенатора на матчі Американської ліги 2005 року. 2009 року він здійснив такий же кидок, але вже на «Матчі всіх зірок» у кепці з логотипом «Вайт Сокс». Також фанат команди з американського футболу «Чикаго Беарз» із Національної ліги, але в дитинстві та підлітковому віці вболівав за «Піттсбург Стілерс». Він їх підтримував перед перемогою в Супербоулі XLIII, за 12 днів до президентства. 2011 року Обама запросив команду «Чикаго Беарз» 1985 року до Білого дому, бо команда не змогла приїхати сюди після своєї перемоли в Супербоулі 1986 року через катастрофу космічного шатла «Челенджер». Він також грає в баскетбол, яким почав займатися ще в старших класах. Обама є лівшою.
2005 року родина Обами витратила кошти від угоди на видання книги, щоби переїхати з кондомініуму в Гайд-Парку в Чикаго до будинку в сусідньому Кевуді, вартістю 1,6 млн доларів, еквівалентно 2,5 млн доларів у 2023-му. Придбання сусідньої ділянки та продаж її частини Обамі дружиною забудовника, спонсора його передвиборчої кампанії та друга Тоні Резко привернули увагу ЗМІ, бо Резко пізніше звинувачений та засуджений за політичну корупцію, не пов'язаної з Обамою.
У грудні 2007 року журнал «Моней» оцінив чистий капітал Обами у 1,3 млн доларів, що еквівалентно 1,9 млн доларів у 2023 році. У їхній податковій декларації за 2009 рік зазначався дохід у розмірі 5,5 млн доларів, яке зросло зі 4,2 млн доларів у 2007 році та 1,6 млн доларів у 2005 році, переважне завдяки продажам його книг. 2010 року зі 1,7 млн доларів доходу він пожертвував 14 % на благодійним організаціям, зокрема 131 000 доларів Фонду «Фішер Гаус», який допомагає сім'ям поранених ветеранів. За його фінансовим звітом за 2012 рік, чистий капітал Обами може становити до 10 млн доларів.

## Культурно-політичний імідж
Після того, як Барак Обама отримав посаду президента його рейтинг довіри становив 78 %. Вже через рік після обрання президентом рейтинг довіри до Обами почав падати швидше, ніж до всіх його попередників за півсторіччя. За даними американського соціологічного агентства «Gallup» рівень довіри американського населення до президента Обами становив 53 %, що майже на 10 % менше, ніж у квітні того ж року. Американські експерти пов'язували падіння популярності Обами із затягуванням проведення реформи системи охорони здоров'я і зростанням безробіття, рівень якого становив майже 10 %.
У березні 2011 року рейтинг Барака Обами впав до 49 %. На думку 64 % населення США, обрана Обамою стратегія розвитку країни абсолютно неправильна. Схвально до діяльності Обами у сфері боротьби з безробіттям ставились 49 % американців.
Станом на 15 жовтня 2014 року згідно з опитуванням, проведеним газетою The Washington Post та телекомпанією ABC, лише 40 % американців позитивно оцінюють дії Барака Обами на посаді президента країни. Рейтинг його популярності виявився найнижчим за шість років його президентства. Більшість американців вважають, що при Обамі жити стало гірше. Три чверті опитаних незадоволені тим, як функціонує політична система США. Економічними заходами Обами незадоволені 51 % американців. Довіра до президента в області боротьби з тероризмом знизилася з 50 % до 35 %. Американці незадоволені як їхня країна протидіє терористам «Ісламської держави».Водночас 42 % американців позитивно ставляться до економічної політики Обами.
У січні 2017 року, коли Барак Обама йшов з посади президента, рейтинг його популярності складав 60 %. Такого рівня підтримки Обама не мав з 2009 року. За рівнем популярності Обама поступався лише Біллу Клінтону, якого в січні 2001 року підтримувало 66 % американців, та Рональду Рейгану — 64 % в січні 1989 року. Перша леді США Мішель Обама мала популярність у 68 % американців. За даними дослідницьких центрів «NORC» та «Associated Press», 52 % американців відповіли, що Обама був хорошим президентом, на 57 % американців він справив позитивне враження. У той же час, лише 32 % населення вважали, що Обама виконав свої передвиборчі обіцянки, 44 % вважали, що він намагався виконати свої обіцянки, але безуспішно, ще 22 % американців, серед яких 49 % республіканців відповіли, що він не виконав своїх обіцянок.

## Критика
Повідомлення про те, що Крістофер Стівенс турбувався про свою безпеку, стало підставою для критики з боку Конгресу на адресу адміністрації Барака Обами: її звинуватили в тому, що американським дипломатам в Бенгазі не був забезпечений належний захист.
Колишній незалежний кандидат в президенти США Ральф Нейдер (Ralph Nader) назвав Барака Обаму військовим злочинцем, розкритикував його міжнародну політику. Таку заяву він зробив в інтерв'ю виданню Politico. «Суверенітет інших держав для нього нічого не означає. Його безпілотні літальні апарати можуть вбити кого завгодно, як це відбувається, наприклад, в Пакистані, Афганістані та Ємені. Це військовий злочин, і він повинен бути притягнутий до відповідальності», — заявив Нейдер.
Засновник WikiLeaks Джуліан Ассанж, що переховується в посольстві Еквадору в Лондоні, за допомогою відеозв'язку виступив на засіданні Генасамблеї ООН. У своїй промові він розкритикував президента США Барака Обаму за те, що він приписує собі важливу роль в «арабській весні», і закликав його припинити переслідувати WikiLeaks. З обранням Барака Обами на другий термін Ассанж порівняв його з вовком в овечій шкурі: «Обама здається хорошою людиною, і в цьому полягає проблема. Вівця в шкурі вовка краще, ніж вовк в овечій шкурі».
2014 року після введення санкцій проти 7 парламентарів Росії та замороження активів 17 компаній, наближених до президента Російської Федерації Володимира Путіна представники Республіканської партії виступили з критикою відносно «м'якої» політики Обами. Офіційно з цього приводу висловилися сенатори-республіканці Боб Коркер, Келлі Айотт, а також конгресмен від цієї партії Люк Мессер. Відповідь Обами була такою:

Невже хтось думає, що надавши Україні додаткову зброю, ми можемо протидіяти російській армії? Чи не більше шансів ми маємо протидіяти їм, застосувавши дипломатичний тиск та економічні санкції?

Жорстко розкритикував відмову Обами постачати зброю Україні й видатний республіканець Джон Маккейн, який активно підтримував Україну. Він назвав такі дії адміністрації ганебними.

## Вшанування
- 2007 року на честь Обами був названий лишайник Caloplaca obamae.
- Прізвищем президента було названо вид риб роду Етеостома — Etheostoma obama в 2012 році.
- Вимерлий рід динозаврів було названо Obamadon. Після дискусії, чи можна називати вимерлий рід іменем президента, назву було затверджено у 2013 році.
- 2013 року названо вид дятлоподібних птахів Лінивка-смугохвіст західна.
- 2016 року його іменем було названо Baracktrema obamai — вид паразитичних плоских червів родини Schistosomatidae.
- Після розширення морської національної пам'ятки «Папаханаумокуакеа» за сприянням Барака Обами, у 2016 році його ім'ям назвали вид риб Tosanoides obama. На тілі самців цієї риби помітна пляма, що нагадує логотип президентської кампанії Обами 2008 року.[218]
- На честь Обами у 2018 році був названий викопний організм Obamus coronatus.[219]
- У місті Сан-Хосе штату Каліфорнія є бульвар Барака Обами.
- У місті Рулвілл є вулиця Барака Обами.